# Attention, une femme peut en cacher une autre !
Pour plus de détails, voir Fiche technique et Distribution.
Attention, une femme peut en cacher une autre ! est une comédie française réalisée par Georges Lautner, sortie en 1983.

## Synopsis
Alice (Miou-Miou) est une jeune femme épanouie qui exerce à mi-temps le métier d'infirmière en chirurgie à Paris et vit avec Philippe (Roger Hanin), un pilote de ligne, et son fils Simon. Entourée de ses fidèles amies Solange dite « Losange » (Dominique Lavanant) et Cynthia (Charlotte de Turckheim), elle a également un deuxième emploi de rééducatrice dans un centre thermal de Trouville-sur-Mer où elle vit avec Vincent (Eddy Mitchell), un professeur de collège, et ses deux enfants… Cette double vie semble suivre son cours sans qu'aucun de ses deux maris se doute de l'existence de l'autre grâce à la complicité de ses amies. Pourtant un jour l'inévitable se produit et Vincent et Philippe finissent par se rencontrer au grand dam d'Alice, incapable de choisir entre les deux…

## Fiche technique
Sauf indication contraire, les informations mentionnées dans cette section peuvent être confirmées par la base de données cinématographiques Unifrance,  présente dans la section « Liens externes ».
- Titre original : Attention, une femme peut en cacher une autre ![1]
- Réalisation : Georges Lautner,
- Assistants réalisateur : Marc Rivière, Jacky Cukier et Étienne Dhaene
- Scénario : Jean-Loup Dabadie
- Musique : Philippe Sarde
- Photographie : Henri Decaë
- Montage : Michelle David
- Producteur : Alain Poiré
- Société de production : Gaumont International
- Pays de production :  France
- Format : Couleurs
- Genre : comédie
- Durée : 110 minutes
- Date de sortie :
  - France : 21 septembre 1983[1]

## Distribution
Sauf indication contraire ou complémentaire, les informations mentionnées dans cette section proviennent du générique de fin de l'œuvre audiovisuelle présentée ici.
- Miou-Miou : Alice
- Roger Hanin : Philippe
- Eddy Mitchell : Vincent Dubois
- Rachid Ferrache : Simon
- Ingrid Lurienne : Pauline, fille d'Alice et Vincent
- Vincent Barrazoni : Jean, fils d'Alice et Vincent
- Dominique Lavanant : Solange (créditée "Losange" au générique final)
- Charlotte de Turckheim : Cynthia
- Renée Saint-Cyr : Mme Le Boucau
- François Perrot : Nicolas, le chirurgien
- Jean Rougerie : M. Santaluccia
- Venantino Venantini : Nino
- Philippe Khorsand : Raphaël
- Florence Giorgetti : Zelda, l'ex-femme de Raphaël
- Roland Giraud : "Jeff" Belhomme, amant de Cynthia
- Maïtena Galli : Mme Belhomme
- Marcus Schopke : le petit chef d'orchestre prodige
- Lionel Rocheman : le père du petit prodige
- André Valardy : le traducteur allemand
- Dimitri Radochevitch : le clarinettiste
- Bobby Fehari : un enfant invité
- Julien Escalé : un enfant invité
- Franck Beaujour : un enfant invité
- Patrick Floersheim : le camionneur
- Claude Léonardi : le footballeur
- Jean Péméja : le maire
- Max Fournel : le pharmacien
- Robert Dalban : le serveur du restaurant
- Jean Luisi : le serveur de l'aéroport
- Gérard Liadouze : le pilote de l'aéroport à Nice
- Pierre Dague : le pilote de l'avion
- Michel Pilorgé : le navigateur
- Emmanuelle Debever : la jeune fille à la piscine
- Marie Verdi : l'infirmière
- Raymond Jourdan : le directeur de l'école
- Annie Savarin : la gardienne de l'école
- Muriel Montossey : la panseuse
- Georges Lautner : le médecin (non crédité)